# Entertainment Software Rating Board
L'Entertainment Software Rating Board (sigla: ESRB) è un gruppo che si occupa di classificazione dei videogiochi pubblicati nel Nordamerica, istituito nel 1994 dalla Entertainment Software Association.
L'ESRB classifica i videogiochi in base al loro contenuto, attraverso fasce d'età e commenti sul tipo di contenuto. Questa classificazione guida ed aiuta i genitori ed i ragazzi nello scegliere i videogiochi più appropriati per loro.
Il metodo ESRB è valido per i giochi pubblicati commercialmente sui territori statunitense e canadese, ma non classifica necessariamente tutti i giochi usciti, non essendo obbligatorio per legge. I giochi vengono sottoposti dai loro editori e giudicati da una commissione di esperti anonimi e indipendenti.

## Classificazione
Di seguito sono elencate le valutazioni che l'ESRB assegna ai videogiochi che classifica.
| Rating | Descrizione |
| ------ | --- |
|        | Questo simbolo è utilizzato in materiali promozionali per giochi a cui non è stata ancora assegnata una valutazione finale dall'ESRB. |
|        | I giochi con questa valutazione contengono contenuti rivolti a un pubblico in età prescolare. Non contengono contenuti che i genitori troverebbero discutibili per questo pubblico. Non è più utilizzato a partire dal 2018, e tutti i titoli con questa valutazione vengono sostituiti con la valutazione E. |
|        | I giochi con questa classificazione contengono contenuti che l'ESRB ritiene "generalmente adatti a tutte le età". Tuttavia possono contenere contenuti come l'uso poco frequente di violenza "lieve"/"cartoonesca" e un linguaggio mite. Questa valutazione era conosciuta come "Kids to Adults" (K-A) fino al 1998, quando è stata rinominata "Everyone". |
|        | I giochi con questa classificazione contengono contenuti che l'ESRB ritiene generalmente adatti a persone di età pari o superiore a 10 anni. Essi hanno contenuti con un impatto superiore a quello che la valutazione "Everyone" infatti contiene una maggiore quantità di violenza, un uso lieve di turpiloquio minore, umorismo rozzo, temi più maturi o contenuti suggestivi ma nonostante ciò, non sono così alti da giustificare una valutazione "Teen",                                               |
|        | I giochi con questa classificazione contengono contenuti che l'ESRB ritiene generalmente adatti a persone di età pari o superiore a 13 anni; possono avere contenuti come quantità moderate di violenza (comprese piccole quantità di sangue), uso da lieve a moderato del linguaggio volgare o temi suggestivi, contenuti sessuali, nudità parziale e umorismo rozzo. |
|        | I giochi con questa classificazione contengono contenuti che l'ESRB ritiene generalmente adatti solo a persone di età pari o superiore a 17 anni; possono avere contenuti con un impatto superiore a quello che la valutazione "Teen" può ospitare, come rappresentazioni intense e/o realistiche della violenza (tra cui molto sangue, mutilazioni e rappresentazioni della morte), temi e contenuti sessuali spinti, nudità e uso più frequente di un linguaggio forte.                                    |
|        | I giochi con questa classificazione contengono contenuti che l'ESRB ritiene adatti solo a persone di età pari o superiore a 18 anni; contengono contenuti con un impatto superiore a quello che la valutazione "Mature" può ospitare, come temi e contenuti sessuali grafici, ritratti estremi di violenza o gioco d'azzardo non simulato con valuta reale. La maggior parte dei titoli classificati AO sono videogiochi pornografici per adulti; l'ESRB raramente ha emesso il rating AO solo per violenza. |